# Raionul Bila Țerkva, Kiev
Bila Țerkva (în ucraineană Білоцерківський район, transliterat: Biloțerkivskîi raion) este un raion în regiunea Kiev, Ucraina. Are reședința la Bila Țerkva.
Are o suprafață de 6.514,8 km². Populația este de 443.400 locuitori, determinată în 2020.